# ホナタン・メヒア
ホナ (Jona) ことホナタン・メヒア・ルイス (Jonathan Mejía Ruiz、1989年1月7日 - )は、スペイン・アンダルシア州マラガ出身のサッカー選手。ポジションはFW。元ホンジュラス代表。

## 経歴
マラガで生まれたホナは、ロルカ・デポルティーバでキャリアをスタートさせた。その後、ザモラCFでは、36試合出場11得点と2桁得点を記録した。続くCDオウレンセでは、18試合11得点、コパ・デル・レイにもデビューし、2試合に出場し、2得点を決めた。
キャリアの最初は、セグンダ・ディビシオンBのチームでのプレーがほとんどであったが、2013年に、当時プリメーラ・ディビシオンに位置していた、グラナダCFに移籍した。だが、ホナはグラナダで試合に出場する前に、ヴィトーリアSCに期限付き移籍した。
プリメイラ・リーガデビューしたが、ヴィトーリアSCでの出場機会は少なく、シーズン終了後に、グラナダからレアル・ハエンに期限付き移籍した。
レアル・ハエンでは、自身初のセグンダ・ディビシオン挑戦であったが、39試合に出場し、16ゴールと、自身初の15ゴールを超えるゴール数を記録した。だがクラブは21位で、セグンダ・ディビシオンBへ降格した。
その後、グラナダから、カディスCFへローン移籍。約2シーズン半ぶりの、セグンダBで21ゴールを記録。初のシーズン20ゴール越えを達成した。
2014-2015シーズン終了後、カディスと共に1年半本籍を置いていたグラナダを退団。当時セグンダ・ディビシオンに位置していたアルバセテ・バロンピエへ完全移籍で加入した。自身としては、2年ぶりのセグンダ・ディビシオンで、クラブは21位に沈んで、セグンダ・ディビシオンBへ降格となった。
シーズンを終えると、ホナは、セグンダ・ディビシオンBからセグンダ・ディビシオンへ昇格し、アルバセテ・バロンピエと入れ違いとなったUCAMムルシアへ期限付き移籍で加入。自身初の2年連続でのセグンダ・ディビシオンでのプレーとなった。

## 個人成績

### 国内大会
| 国内大会個人成績 | 国内大会個人成績 | 国内大会個人成績 | 国内大会個人成績 | 国内大会個人成績 | 国内大会個人成績 | 国内大会個人成績    | 国内大会個人成績       | 国内大会個人成績 | 国内大会個人成績 | 国内大会個人成績 | 国内大会個人成績 |
| 年度             | クラブ           | 背番号           | リーグ           | リーグ戦         | リーグ戦         | リーグ杯            | リーグ杯               | オープン杯       | オープン杯       | 期間通算         | 期間通算         |
| 年度             | クラブ           | 背番号           | リーグ           | 出場             | 得点             | 出場                | 得点                   | 出場             | 得点             | 出場             | 得点             |
| スペイン         | スペイン         | スペイン         | スペイン         | リーグ戦         | リーグ戦         | 国王杯              | 国王杯                 | オープン杯       | オープン杯       | 期間通算         | 期間通算         |
| ---------------- | ---------------- | ---------------- | ---------------- | ---------------- | ---------------- | ------------------- | ---------------------- | ---------------- | ---------------- | ---------------- | ---------------- |
| 2010-11          | デポルティーボB  |                  | セグンダB        | 27               | 5                | 0                   | 0                      |                  |                  | 27               | 5                |
| 2011-12          | サモラ           |                  | セグンダB        | 36               | 11               | 0                   | 0                      |                  |                  | 36               | 11               |
| 2012-13          | オウレンセ       |                  | セグンダB        | 18               | 11               | 2                   | 2                      |                  |                  | 20               | 13               |
| ポルトガル       | ポルトガル       | ポルトガル       | ポルトガル       | リーグ戦         | リーグ戦         | リーグ杯            | リーグ杯               | ポルトガル杯     | ポルトガル杯     | 期間通算         | 期間通算         |
| 2012-13          | ヴィトリアB      |                  | リーガプロ       | 2                | 0                | -                   | -                      |                  |                  | 2                | 0                |
| 2012-13          | ヴィトリア       |                  | プリメイラ       | 3                | 0                | 0                   | 0                      |                  |                  | 3                | 0                |
| スペイン         | スペイン         | スペイン         | スペイン         | リーグ戦         | リーグ戦         | 国王杯              | 国王杯                 | オープン杯       | オープン杯       | 期間通算         | 期間通算         |
| 2013-14          | ハエン           |                  | セグンダ         | 39               | 16               | 4                   | 1                      |                  |                  | 43               | 17               |
| 2014-15          | カディス         |                  | セグンダB        | 38               | 21               | 2                   | 0                      |                  |                  | 40               | 21               |
| 2015-16          | アルバセテ       | 18               | セグンダ         | 29               | 5                | 0                   | 0                      |                  |                  | 29               | 5                |
| 2016-17          | UCAMムルシア     | 7                | セグンダ         | 37               | 15               | 2                   | 0                      |                  |                  | 39               | 15               |
| 2017-18          | コルドバCF       |                  | セグンダ         | 18               | 3                | 1                   | 0                      |                  |                  | 19               | 3                |
| 2017-18          | カディスCF       |                  | セグンダ         | 14               | 0                | 0                   | 0                      |                  |                  | 14               | 0                |
| 通算             | スペイン         | スペイン         | セグンダB        | 119              | 48               | 4                   | 2\|\|\|\|\|\|123\|\|50 |                  |                  |                  |                  |
| 通算             | スペイン         | スペイン         | セグンダ         | 123              | 39               | 5                   | 1\|\|\|\|\|\|128\|\|40 |                  |                  |                  |                  |
| 通算             | ポルトガル       | ポルトガル       | リーガプロ       | 2                | 0                | -\|\|\|\|\|\|2\|\|0 | -\|\|\|\|\|\|2\|\|0    |                  |                  |                  |                  |
| 通算             | ポルトガル       | ポルトガル       | プリメイラ       | 3                | 0                | 0                   | 0\|\|\|\|\|\|3\|\|0    |                  |                  |                  |                  |
| 総通算           | 総通算           | 総通算           | 総通算           | 261              | 87               | 11                  | 3\|\|\|\|\|\|272\|\|90 |                  |                  |                  |                  |

## 代表成績

### 出場大会
- ホンジュラス代表
  - コパ・セントロアメリカーナ 2014

### 出場記録
| ホンジュラス代表 | 国際Aマッチ | 国際Aマッチ |
| 年               | 出場        | 得点        |
| ---------------- | ----------- | ----------- |
| 2013             | 1           | 0           |
| 2014             | 2           | 0           |
| 2015             | 2           | 0           |
| 通算             | 5           | 0           |

## タイトル
- タッサ・デ・ポルトガル
  - 2012-2013